# 陈耀先
陈耀先（1940年1月—），男，汉族，吉林省吉林市人，中华人民共和国金融人物，曾任中国人民银行副行长，第十届全国政协委员。